# 荷蘭皇家圖書館
皇家圖書館（荷蘭文：Koninklijke Bibliotheek, KB）位於海牙，成立於1798年，是荷蘭的國家圖書館。目前的館名是1806年路易·波拿巴所命名。皇家圖書館在1993年成為獨立機構，但其資金依然由荷蘭教育文化及科學部提供。
皇家圖書館的任務有：
- 提供研究者和學生研究資訊
- 讓每個人都能享有我們豐富的文化遺產
- 促進國家資訊科技的基礎建設
- 能在國際上提供永久的數位資訊

皇家圖書館目前約有6,000,000個收藏物。從中世紀手稿到現代科學刊物，館內收藏了幾乎荷蘭全部的文獻資料。館內收藏品開放給會員閱讀，只要年滿16歲就可成為會員。另外圖書館也提供一日通行証，申請大約需要30分鐘。

## 外部連結
- 官方网站 （页面存档备份，存于） （荷兰文）